# アナ・コニュ
- アーナ・コニュフ

アナ・コニュ（Ana Konjuh, クロアチア語発音: [âna kôɲuːx, ǎːna-];; 1997年12月27日 - ）は、クロアチア・ドゥブロヴニク出身の女子プロテニス選手。これまでにWTAツアーでシングルス1勝を挙げている。身長174cm、体重65kg。右利き、バックハンド・ストロークは両手打ち。WTAランキング最高位はシングルス20位。

## 来歴
コニュは5歳でテニスを始める。ジュニア時代は2013年全豪オープンと2013年全米オープンのジュニア女子シングルスで優勝している。2014年にプロに転向。4大大会では2014年全豪オープンで予選を勝ち上がり初出場し1回戦で第4シードの李娜に 2–6, 0–6 で完敗した。2014年ウィンブルドン選手権では3回戦まで進出した。
2015年6月のノッティンガム・オープンでツアー初の決勝に進出しモニカ・ニクレスクを 1–6, 6–4, 6–2 で破りWTAツアー初優勝を果たした。2016年8月のリオ五輪で初めてのオリンピックに出場した。シングルス2回戦でカルラ・スアレス・ナバロに 6-7(5), 3-6 で敗れた。
2016年全米オープンでは4回戦でアグニエシュカ・ラドワンスカを 6–4, 6–4 で破りノーシードからベスト8に進出した。準々決勝ではカロリナ・プリスコバに 2–6, 2–6 で敗退した。

## WTAツアー決勝進出結果

### シングルス: 2回 (1勝1敗)
| 大会グレード                  |
| ----------------------------- |
| グランドスラム (0–0)          |
| WTAファイナルズ (0–0)         |
| プレミア・マンダトリー (0–0)  |
| プレミア5 (0-0)               |
| WTAエリート・トロフィー (0-0) |
| プレミア (0–0)                |
| インターナショナル (1–1)      |

| 結果   | No. | 決勝日        | 大会           | サーフェス | 対戦相手           | スコア        |
| ------ | --- | ------------- | -------------- | ---------- | ------------------ | ------------- |
| 優勝   | 1.  | 2015年6月15日 | ノッティンガム | 芝         | モニカ・ニクレスク | 1–6, 6–4, 6–2 |
| 準優勝 | 1.  | 2017年1月7日  | オークランド   | ハード     | ローレン・デービス | 3–6, 1–6      |

## 4大大会シングルス成績
略語の説明
| W | F | SF | QF | #R | RR | Q# | LQ | A | Z# | PO | G | S | B | NMS | P | NH |

W=優勝, F=準優勝, SF=ベスト4, QF=ベスト8, #R=#回戦敗退, RR=ラウンドロビン敗退, Q#=予選#回戦敗退, LQ=予選敗退, A=大会不参加, Z#=デビスカップ/BJKカップ地域ゾーン, PO=デビスカップ/BJKカッププレーオフ, G=オリンピック金メダル, S=オリンピック銀メダル, B=オリンピック銅メダル, NMS=マスターズシリーズから降格, P=開催延期, NH=開催なし.
| 大会           | 2014 | 2015 | 2016 | 2017 | 2018 | 通算成績 |
| -------------- | ---- | ---- | ---- | ---- | ---- | -------- |
| 全豪オープン   | 1R   | 1R   | 2R   | 2R   | A    | 2–4      |
| 全仏オープン   | LQ   | 2R   | 2R   | 2R   | 1R   | 3–4      |
| ウィンブルドン | 3R   | 1R   | 2R   | 4R   | 1R   | 7–5      |
| 全米オープン   | LQ   | 2R   | QF   | 1R   | A    | 5–3      |